# 工藤公康
工藤 公康（くどう きみやす、1963年5月5日 - ）は、愛知県名古屋市昭和区（現在の天白区）出身（同県豊明市出身とする文献もある。後述）の元プロ野球選手（投手、左投左打）、野球解説者・野球評論家・監督。

## 概要
投手としてNPB（西武ライオンズ、福岡ダイエーホークス、読売ジャイアンツ）では14度のリーグ優勝、11度の日本シリーズに貢献。個人ではNPBで合計18個のタイトル（10個）・主要表彰（8個）を獲得している。
西武・ダイエー・巨人の3球団で日本シリーズを制覇し、優勝請負人と呼ばれた。日本シリーズ通算最多奪三振（102奪三振）記録を保持する。また、最高勝率もNPB最多タイ記録となる4回獲得している。
現役引退後は、2012年 - 2014年の3年間にわたり野球解説者・野球評論家として活動し、2015年から2021年まではダイエーの後身であるソフトバンクの監督（第21代）として指揮を執っていた。監督としては2020年までにソフトバンクを3度のパシフィック・リーグ（パ・リーグ）優勝、5度の日本一（日本シリーズ優勝）に導いている。監督退任後は再び野球解説者・野球評論家として活動している。
愛称は「カリメロ」。
2男3女の父で、長男は俳優の工藤阿須加、長女はプロゴルファーの工藤遥加。

## 経歴

### プロ入り前

#### 出生
1963年5月5日、愛知県名古屋市南区で生まれた。出生当時は3人兄弟の三男で、「公康」の名は父親から「公（ひろ）く庶民的であってほしい」との願いを込められて名付けられた。父親は公康が生まれた当時、故郷の九州から名古屋に出てきたばかりで、名古屋市交通局のバス運転手として働いていたが、2歳の時に妻（公康の実母）と離婚。そして公康が6歳のころに後妻（公康の継母）と再婚し、妻の連れ子と、結婚後に2人の間に生まれた息子を加えた7人家族で暮らしていた。
出身小中学校は名古屋市天白区（当時は昭和区）の市立高坂小学校・市立久方中学校で、工藤の高校時代、家族は天白区高坂町の市営住宅「高坂荘」に住んでいたが、工藤が西武に在籍していた1984年に同県豊明市二村台に引っ越している。1987年11月の『週刊現代』によれば、豊明市にあった工藤の実家は4年前（1983年ごろ）に工藤本人が父とともに共同名義で購入した住宅だという。
『ホームラン』（日本スポーツ出版社→廣済堂出版）の選手名鑑によれば、工藤の出身地は1982年版 - 1984年版では「愛知県名古屋市天白区」とされていたが、1985年版および2015年版・2020年版選手名鑑では「愛知県豊明市」とされている。

#### 小中学校時代
工藤は高坂小学校3年生から野球を始めた。まず父親から野球を教えられ、一緒にキャッチボールをするなどしていたが、幼少期の工藤は野球は好きではなかった。これは、熱狂的な読売ジャイアンツ（巨人）ファンであった工藤の父親が、巨人が負けると機嫌を損ねて子供たちに当たり散らしたり、キャッチボールの際に息子がうまく投球できないと自分でボールを拾いに行かず、「早く取ってこい!」と怒鳴るなどしていたためだった。一方、工藤は父親にカーブを教えてもらって投げたところ、ドロップ気味に大きく変化したため、父親から「お前は投手をやったらいいかもしれない」と言われていた。父によれば兄弟たちは右利きだったが、公康だけは左利きだった。
工藤は4年生で高坂小の野球部に入部すると、5年生からはカーブを武器にエースとして活躍。6年生の時には4番打者（投手）として中日新聞杯少年野球大会に出場し、名城公園で満塁本塁打を打ち、チームを大会優勝に導いている。ただし、一学年上の生徒にいじめられ一時的に体操部に転部してから戻っている。
少年時代には野球週刊誌を購入してプロ野球選手の投球フォームを研究したり、バッティングセンターに通ったりして野球に打ち込んだが、中学入学直後は野球部ではなく、ハンドボール部に入部。しかし、工藤の野球センスに注目した教師（ハンドボール部の顧問）によって野球部に強制的に移籍させられ（野球部からハンドボール部に移籍したい生徒がいたためトレードされた）、すぐにエースとなる。中学3年生の時には名古屋市大会の優勝投手になったが、愛知県大会決勝戦で敗退し、全国大会には出場できなかった。

#### 名古屋電気高校時代
久方中学校を1978年度（1979年3月）に卒業。工藤家は経済的に貧しく、子供5人全員を無条件で高校まで進学させる余裕がなかったため、父は工藤に対し「野球で特待生として声がかかれば（高校に）行かせてやる。そうでなければ働け」と言っていたが、中学時代から評判の好投手だった工藤は地元・名古屋市の野球部名門校である名古屋電気高等学校（現：愛知工業大学名電高等学校〈愛工大名電〉）や享栄高校などからスカウトされた。社会人野球まで経験した中学校の用務員が人脈を生かして複数の高校でテスト受験の機会を作ってくれたという。当時は「甲子園を目指す」「プロ野球選手になる」という夢を持っていたわけではなかったが、工藤は結果的に野球を高校進学の手段とすることになった。名古屋電気は当時まだ新興校だったが、当時監督に就任したばかりの中村豪が工藤の才能に惚れ込んでスカウトし、入学させた。工藤は高校入学後、実家を出て寮生活を送るようになり、1年生の秋からエースとして背番号1を着用した。同校野球部は、工藤の他にも中村稔（1番打者・遊撃手 / 後に日本ハム入り）・高橋雅裕（2番打者・二塁手 / 後に大洋入り）・山本幸二（4番打者・捕手 / 後に巨人入り）らが在籍したタレント集団だった。。高校時代は制球力を鍛えるため、学校とグラウンドの間（約13 km）を連日走ったり、山本とともに投球練習を繰り返したりしていた。
高校時代は、同学年かつドラフト同期の槙原寛己（大府高校から巨人1位指名）・浜田一夫（愛知高校から中日2位指名）とともに、愛知三羽烏と呼ばれ、速球と大きく割れるカーブを武器に活躍。2年生秋の愛知県大会では自らの牽制悪投で西尾東高校に敗れた。
高校時代の練習試合では2安打から3安打での完封がざらで、あまりに工藤の球が打てないため「打てないと選手が自信を無くすので勘弁してください」と学校側が練習試合を断られることも多かった。それでも本人は「カーブを投げると相手が面白いように空振りしてくれる」程度にしか思わなかった。
1981年4月29日、春の愛知県大会の準々決勝（熱田球場）で槙原を擁する大府高校と対戦し、槙原から場外本塁打を打って7対1で勝利。そして県大会で優勝し、中部大会に進出したが、2回戦（静岡代表・御殿場西高校との試合）で延長12回二死から連続5四球により逆転サヨナラ負けを喫した。これにより、中村監督が2年生の左腕・長谷川に夏の大会を託すことを考えたほどのスランプに陥ったが、槙原の活躍や長谷川の成長に触発され復調。夏の愛知県大会では第5回戦（熱田球場・対東邦高校戦）で打席に立ったところ、右目付近に死球を受けて医務室に搬送されたが、意識朦朧状態になりながらも続投を志願。中村も「将来のためにも、このまま終わらせたくない」と続投させ、4被安打に抑えて完封勝利。そして浜田にも投げ勝ち、念願の甲子園（第63回全国高等学校野球選手権大会）出場を果たした。
甲子園デビュー戦は長崎代表の長崎西高校との試合（第2回戦・8月13日）。この試合では16奪三振を記録し、史上18人目（19度目・金属バット採用後では初）のノーヒットノーランを記録（4対0）。3回戦（対北陽高校戦）でも高木宣宏と投げ合い、速球の球速は138 km/hを、投球成績も延長12回21奪三振を記録。チームは延長12回裏に中村稔のサヨナラ本塁打により勝利し、準々決勝・志度商業高校（香川代表）戦では5回表に自らソロ本塁打を放ち、相手打線を2被安打に抑えて完封勝利を記録（12奪三振）。これにより、チームを史上初のベスト4進出へ導き、金村義明を擁する兵庫代表・報徳学園高校との準決勝（8月20日）に臨む。しかし蓄積疲労により上腕に違和感を覚えるようになり、7奪三振・13被安打の投球内容で、試合も3対1で敗れ、決勝戦進出を逃した。同大会における試合数は4試合・投球回数は39イニング、奪三振数は56（当時・大会歴代5位）。

#### ドラフト指名
甲子園での活躍をきっかけに「屈指のサウスポー」と高い評価を得るようになり、熊谷組・リッカー・東京ガス・本田技研など社会人野球チーム二十数社が名古屋電気高校に工藤の入社を依頼していた。一方でプロ球界のスカウトからも「即戦力の左腕」と評価され、同年（1981年）のドラフト会議における目玉選手として注目されるようになり、会議直前の『毎日新聞』では金村・槙原とともに「大型投手トリオ」「高校のビッグスリー」と、『中日スポーツ』（中日新聞社）では「ドラフトでは人気を集め、1位指名は確実。（パシフィック・リーグ〈パ・リーグ〉の）西武ライオンズを除く11球団が事前調査を済ませている」と報道されていた。日本ハムファイターズ・横浜大洋ホエールズ・ロッテオリオンズの3球団を除く9球団が工藤に対し、事前に指名の挨拶をしていたが、地元・愛知県に本拠地（ナゴヤ球場）を置く中日ドラゴンズは特に工藤を強く勧誘し、同じく「愛知三羽烏」とうたわれた槙原・浜田や、尾上旭（中央大学）・津田恒美（協和醗酵）とともに1位指名候補に挙げていた（最終的には尾上を1位指名）。
一方で工藤本人はセントラル・リーグ（セ・リーグ）球団（特に巨人）を希望していたが、ドラフト会議4日前（11月21日）に突然「プロ入り拒否」を宣言。同日に工藤の父も、指名の挨拶をしてきた9球団に対し「指名お断り」の文書を発送した。
しかし、ドラフト会議当日（11月25日）に西武が6位で工藤を強行指名した。工藤は指名直後こそ「進路は決定している。『プロには行かない』と言ったのに指名されてびっくりしている」と述べたほか、工藤の父も入団交渉に応じない構えを見せていたが、根本陸夫管理部長が指名直後に出向き、その後も西スカウトを中心に粘り強く交渉。その結果、工藤も両親も最終的には翻意し、工藤は12月28日に西武入団を表明して西武と契約。その後、工藤の父親が一転して「いったん入ることになっていた熊谷組が（西武入りの）了承をしていないことが分かった。約束が違う」と態度を硬化させ、契約の白紙撤回を求めたが、1982年1月6日に熊谷組野球部部長・大塚本夫（同社専務）が「工藤本人と父親から『熊谷組入りしない』との意思表示がない限り、当社野球部との間で交わした入社の約束は有効だが、この件に関して熊谷組が圧力をかけることはない」と表明。工藤の父は同月8日に熊谷組本社を訪ねて工藤の入社内定取り消しを申し入れ、名電高にも西武入りの了承を得たため、工藤は同月12日に正式に西武への入団を発表した。
入団時の経緯については、管理部長（編成責任者）の根本陸夫が主導して工藤をドラフト指名し、入団に至らせたとされ、俗に「根本マジック」と称される出来事のひとつとされている。しかし、広岡達朗（1982年より西武の監督に就任）は「ドラフト会議時の根本は工藤の指名に反対する立場で、西武監督に就任したばかりの自分が指名を強く進言した。結果、ドラフト会議当日に会場で6位指名することを決めた」と述べている。背番号は47で、同年のドラフト1位だった伊東勤が契約金5000万円・年俸300万円の契約だったのに対し、工藤は契約金6000万円・年俸480万円とともに伊東より高額だった。西武入団時には「目標となる選手もライバルもいない。自分だけの独特の型を持ちたい」と発言した一方、「尊敬する人」としては同じ左腕の金田正一を挙げていた。高校3年生夏ごろの体重は70 kg（本人曰く「ベスト体重」）だったが、プロ入り時には体重が7 kg増えていた。
なお「愛知三羽烏」全員について高い評価を下していた中日は、最終的に3人のうち浜田一夫のみを「3人の中で1番」として2位指名したが、工藤・槙原はともにNPBで通算150勝以上を挙げた一方、浜田は1勝もできず球界を去った。また、中日はドラフト5位でプロ入り拒否を表明していた浜田知明（電電東海）を指名したが、これについて『中日スポーツ』には「今年のドラフトは『不作』『コマ不足』と言われており、指名枠が増えたので『交渉権だけでも確保しておこう』という球団が出てきてもおかしくない。名電からは山本が巨人から2位指名を、中村稔が日本ハムから3位指名を受けたが、名電関係者は『地元の中日にも1人くらい指名してほしかった』と言っていた。入団説得が困難な浜田知を指名するぐらいなら、純地元選手である工藤を指名すべきではなかったのか」というコラムが掲載された。

### 西武時代
入団1年目の1982年から監督の広岡達朗から「坊や」とかわいがられていたが、一方でその広岡から、特に基本練習の反復や食生活の重要性などに関して厳しい指導を受け、大きな影響を受けた。広岡からは「マウンドでオドオドせず度胸がある。球の力もプロ級で、短いイニングなら使える」と評価を受け、高卒新人ながら開幕一軍ベンチ入りを果たす。8月31日の対日本ハムファイターズ後期9回戦（西武ライオンズ球場）でプロ初勝利。同年は中継ぎで起用されて27試合に登板し、1勝1敗・防御率3.41と好成績を残した。この年のパ・リーグプレーオフに登板し、第2戦では江夏豊と投げ合って勝利投手になっている。なお前期後期制時代のプレーオフはこの年が最後であった。
2年目の1983年は「新人王候補の筆頭」として注目されたが、オープン戦開始後はその声も薄れていった。3月ごろには武器であるカーブの切れ味が鈍り、本人も自信を喪失しかけていたが、5月15日の対近鉄バファローズ戦（藤井寺球場）で3番手投手として登板し、シーズン初勝利。同年も主に中継ぎで起用され、防御率も3.24を記録した一方、2試合に先発した。しかし、入団3年目の1984年はわずか9試合の登板に終わり、アメリカのマイナーリーグ（1A級サンノゼ・ビーズ）へ留学させた。これに関して広岡は「最初はワンポイントで使っていたのですが、ランナーを背負った厳しい場面でもビシッと抑えてくれました。それが、じゃあもう1イニングとなるとボコボコに打たれてしまう。まるで別の投手でした。ピンチを切り抜けた瞬間に緊張が切れてしまっていたのでしょう。このままではこの子は伸びない。より厳しい環境に放り込む必要がある、と考えました。」と語っている。工藤は留学先でメジャーリーグを目指して真摯に野球に取り組む選手たちと過ごしたが転機となり、また帰国後に宮田征典コーチの指導を受け、以降主力投手となった。
1985年1月5日（自主トレーニング開始日）にキャッチボールをしていたところ、肩を痛めて選手生命の危機に立たされる。そのため開幕直後は二軍（イースタン・リーグ）で治療に専念したが、4月中旬に一軍昇格して以降も中継ぎ・ワンポイントで登板。7月9日の対南海ホークス戦でプロ入り初の完投勝利を挙げると、8月2日の対日本ハム戦、8月8日の対近鉄戦と3戦連続で完投勝利を記録。先発ローテーションに加わり、34試合登板・8勝3敗・防御率2.76の成績を残し、最優秀防御率のタイトルを獲得して広岡西武の3度目のパ・リーグ優勝に貢献。
1986年は初勝利が5月8日の対近鉄戦と出遅れたが、7月13日の対近鉄戦では9回一死までノーヒットノーランに抑える快投を見せた。それ以降は調子を上げ、2桁勝利（11勝）を挙げた。また完投数も10を記録した。広島東洋カープとの日本シリーズでは西武が第1戦を引き分けた後3連敗で迎えた第5戦の延長12回、投手である工藤がサヨナラ安打を記録した。その後西武は息を吹き返し4連勝で日本一。1勝2セーブを挙げた工藤はシリーズMVPに選ばれた。
1987年は15勝を挙げたほか、シーズン最多の23完投を記録し、2度目となる最優秀防御率、最高勝率とベストナインのタイトルも合わせて獲得。しかし、この年のMVPは優勝争いの後半戦に9勝1敗と活躍した東尾修が選出された。それでも、この年の日本シリーズでは巨人相手に1完封を含む2勝1Sで前年に続き2年連続MVPを受賞し、名実共にパリーグを代表する左投手となる。24歳の若さで正力松太郎賞を受賞した。日本シリーズでは胴上げ投手になったが森監督の胴上げの輪には加わらずカメラ目線で蛙跳びをしたため話題になった。
1988年は開幕戦は完封勝ちも、その後は打ち込まれる試合が続き、6月には中継ぎに回り二軍落ちした。10月9日の南海戦（西武球場）で175球を投げて完封勝利、中3日で13日の日本ハム戦（同）で160球を投げて2失点完投、これで10勝に届き、成績は10勝10敗1セーブ（11完投）を記録し、3年連続2桁完投を記録したが、防御率は2.41から3.79まで落ち込んだ。中日ドラゴンズとの日本シリーズ第3戦（西武）で4安打3失点の完投勝利、日本一に貢献した。1989年は開幕から6連敗、夏場には中継ぎに配置転換・二軍落ちも繰り返し、4勝8敗2セーブ防御率4.96の成績でシーズンを終えた。
1990年は前年からの不調が続き、左肘を痛めたこともあり長期離脱も、8月中旬に一軍復帰して以降は6勝0敗と復調、シーズン全体で9勝2敗防御率3.36まで戻した。1991年は開幕から2完封を含む5試合連続完投勝利を飾り、6月から9月にかけての10連勝を含む終始安定して好調を維持し、16勝3敗。防御率2.82、最高勝率のタイトルを獲得。広島との日本シリーズでも2勝を挙げ、3勝3敗で迎えた第7戦では5回から登板し、最後まで投げ切って胴上げ投手になった。1992年も11勝を挙げ、チームのリーグ優勝と日本一に貢献した。
1993年のシーズンは15勝3敗、防御率2.06、最優秀防御率、最高勝率、ベストナイン、そして自身初となるパ・リーグMVPを受賞する。この年のシーズンオフから始まったフリーエージェント (FA) の権利を取得するも西武に残留。
1994年も11勝を挙げ、4年連続2桁勝利を記録した。しかし同年11月2日と同月6日の西武球団との交渉で、前年から訴えてきたトレーニング施設など野球を続けるための環境整備を改めて求めるも、球団からは色よい回答が得られなかったことから、同月6日にはFAの権利を行使することを表明し、同月9日には西武退団の意向を表明した。西武は同月15日、工藤と最終的な残留交渉を行ったが、工藤は西武の慰留を断った。根本が球団社長、王貞治が球団専務に就任していた福岡ダイエーホークスと、地元球団である中日がそれぞれ獲得に名乗りを上げ、両球団と交渉を行ったが、12月1日には中日に断りの連絡を、翌2日にはダイエーに入団の連絡をそれぞれ入れ、同月6日にダイエー入団が発表された。契約金のない1年契約で、年俸は現状維持の1億6000万円。本人は「球団に選手生命を太く長くする姿勢があるかどうか」を重視しており、当時、12球団で唯一メディカルスタッフ制度を導入していた中日についても「思った以上のことで中日に好感を持った」と語っていたが、後のダイエーとの交渉後には「僕が考えていた〔トレーニング〕施設以上のものが、既に備わっていると聞いて、びっくりした。百パーセント以上満足」と語っており、最終的には「トレーニングの環境面など野球をするために最高の場」との理由からダイエー入団を決めたと語っている。同年、石毛宏典もFAでホークスへ移籍したが、同一チームの2選手が、別の同一球団へ同一年度にFA移籍した史上初の事例となった。西武の黄金時代を支えた秋山幸二と再びチームメイトになり、ダイエーの再建を託された。

### ダイエー時代
ダイエー移籍時には西武時代と同じ背番号47を希望していたが、当時はボビー・シグペンが着用しており、工藤自身も心機一転を図ったことから、背番号は球団から提示された21を着用した。1995年、移籍後の初登板は古巣西武との開幕戦の先発で、この試合は大乱打戦で工藤も4回を投げ8失点だったが試合はチームが勝利したため負けは免れた。シーズンでは6月に1か月ほど故障離脱はあったものの、チームトップの12勝を挙げたが、チームは不振で自身初のBクラスを味わった。
1996年は2年連続の開幕投手を務め29試合に先発し、9完投を記録し8勝を挙げ、初の178奪三振で最多奪三振のタイトルを獲得。一方、開幕から黒星先行で月間勝ち越しが一度もなかった。結局、同年の成績は29試合登板・8勝15敗・202イニング2/3投球回・防御率3.51（パ・リーグ規定投球回到達者数20人中12位）の成績で、近鉄バファローズの酒井弘樹と並ぶリーグ最多の15敗を喫した。一方、同僚の武田一浩は防御率（3.84、20人中16位）、投球回数（171回）とも工藤を下回っていたが、リーグ3位となる15勝（8敗）を挙げている。同年オフには年俸1億4500万円（前年比1500万円減額）で契約更改したが、減額での契約更改は7年ぶりのことだった。
1997年は背番号を西武時代と同じ47に戻した。これは1996年オフ、シグペンからライマー、ライディと外国人選手たちが着用していた47が欠番になっていたことから工藤が着用を望み、球団も了承したためである。同年は2年ぶりの2桁勝利となる11勝を挙げたが、一軍定着後初となる完投0でシーズンを終えた。
1998年は2年ぶりに開幕投手を務めたが故障離脱があり、7勝に留まった。しかし、チームはダイエー譲渡後初となるAクラス入りを果たし、オリックス・ブルーウェーブと同率の3位（しかし前年の成績はオリックスが上だった為開幕権はオリックスになった）に入り、工藤自身西武時代の1994年以来4年ぶりにAクラスを経験した。
1999年は前年オフにパ・リーグ最多勝となった武田がFAで中日に移籍したことから、1年を通じて投げられるよう、それまで2000球以上行っていた投げ込みを800球程度に抑え、ランニングと遠投で基礎体力作りに取り組むなど、キャンプでの調整方法を変えた。同年は故障離脱せず、エースとして11勝を挙げ、4度目となる最優秀防御率と、2度目となる最多奪三振のタイトルを獲得。ダイエーの福岡移転後初のリーグ制覇に大きく貢献し、MVPに選ばれた。中日ドラゴンズと対戦した日本シリーズでも第1戦に先発し、シリーズ新記録となる13個の三振を奪って完封したこの試合で自身の日本シリーズ通算奪三振数を86に伸ばし、稲尾和久が持っていた記録(84)を塗り替えた。中日監督の星野仙一は「敵を褒めるのは嫌だが、工藤はウチを0点に抑えたわけで、たいしたモンだ」と悔しさを露にしてコメントした。工藤自身はこの試合のピッチングは「生涯最高の出来だった」と評し、三振を奪うのもゴロを打たせるのも自分の思い通りにいったと後に自著で語っている。「圧倒的中日有利」との下馬評の中、工藤の完封で勢いに乗ったダイエーが4勝1敗で日本一に輝き、工藤もシリーズ優秀選手に選ばれた。

#### 球団代表・高塚猛による工藤への介入行為
直後の10月下旬に行われた契約更改の席上で、球団よりそれまでとは異なる年俸査定方法の提案（具体的には、従来の年俸をベースに提案をされたこと）が工藤に対してなされ、かつ、当時ダイエー球団代表であった高塚猛より「工藤君の登板の火曜日は一番客の入りが悪い」と工藤に放言をしたことで、工藤は球団に不信感を募らせて「この1年間の努力が何だったのかと言う気持ちになりました。」「出て行くしかないのかな」「残ることはないと思う」「福岡のファンには大変申し訳ないが、こうなった以上、前を向いて歩いて行くしかない。移籍先の希望はありません」とコメントした上で、シーズン終了後の11月1日にFA宣言した。
すると代表の高塚が球団名義で10月下旬の契約更改時の工藤の行動と言動について、球団の公式サイトで公表して報復的な応戦を実行した。また、高塚は工藤に対して「FA宣言をすることは、福岡でなくともよいということになってしまう」との文章も記述し、工藤のダイエー残留に反対する姿勢をも見せた。これに対して、工藤はこれらの内容が事実と異なる旨を公表し、後に高塚による虚偽内容の文書であることが発覚した。加えて、高塚が仕掛けたこの応戦もファンからのブーイングで不発に終わったことで、公開から約2時間半後に球団公式サイトより削除された。これが工藤に対して火に油を注ぐ形となり、球団と工藤との関係は修復不可能な状態に陥ったかに見えた。しかし翌日、球団オーナーの中内功が高塚のこの行為を撤回し、中内が張本人の高塚に成り代わる形で謝罪した上で工藤に残留を要請したが、高塚と工藤は互いに感情的に拗れてしまったこともあり、工藤は残留を拒否し、移籍を決断した。
なお、高塚は後に小久保裕紀に対しても、工藤以上の規模で「小久保事件」と呼ばれる報復行為を実行している（その詳細は小久保裕紀#突然の巨人への無償トレードを参照）。
この間、11月8日に、福岡ダイエーホークスのファンに対して感謝の意と移籍の決断をした旨のメッセージを公表した。

#### 巨人へのFA移籍
読売ジャイアンツ（巨人）や中日が獲得に名乗りを上げ、巨人は年俸5億円を提示したとも言われた一方、中日は投手陣最高年俸の山本昌（年俸1億8000万円）とのバランスを考慮し、年俸2億5000万円程度の契約を提示していた。一時は中日かメジャー移籍に絞られたとも報じられており、工藤本人も関係者に「できれば巨人には行きたくない」と漏らしていたという報道もある。中日は同年11月16日の1回目の交渉では好感触を得ていたものの、翌17日に工藤はMLB球団との交渉を目的に極秘渡米し、24日までアメリカに滞在した。この際、中日球団代表補佐の児玉光雄が「大リーグか日本か、決まったら連絡してほしい」と工藤側に一任する姿勢を取ったところ、その姿勢が工藤にとっては中日の態度が消極的なものと映り、それまでの中日優勢の状況が変わったとされている。本人も巨人入団時のコメントで、巨人監督の長嶋茂雄が自宅まで来るなど、巨人の積極的な姿勢が巨人移籍を決断する一因の一つになったと述べている。一方で同年12月8日までにはMLB挑戦の意向に傾き、同日には上京して自身の決断を伝えようとしていたが、その際にMLB関係者と会い、MLB移籍が困難になっていることを知ったとする報道もある。11日には上京して中日監督の星野仙一と交渉することを予定していたが、同日には突如長嶋と球団代表の山室寛之が福岡市内の自宅マンションを訪れ、工藤と11月15日、同月27日に続く3回目の交渉を行い、長嶋は工藤に「ジャイアンツに来て男の花道を飾ってくれ」と伝える。工藤は同日、巨人移籍の意思を固め、上京して星野に直接断りの意向を伝える。12月12日に正式に巨人へ入団の意思を伝え、14日に巨人入団が正式に発表され、背番号「47」、4年契約を辞退し、単年契約を結んだ。契約金は7500万円、年俸は前年と同じ1億5000万円プラス出来高で、MVP・最優秀防御率・最多奪三振の一時金も支払われた背番号47は小野仁から譲り受けた。これにより再び清原和博とチームメイトになった。また19年目で初めてセ・リーグでプレーすることとなった。
工藤本人はFAにあたっては「もっと（ダイエーで）やりたかった」とも語った。また『中日スポーツ』のダイエー担当記者だった安枝新俉は、工藤のFA移籍騒動は当時としては前例がない1か月以上におよぶものであったとした上で、FA宣言直後は「巨人に行くと王監督に申し訳ない」という思いや、ダイエー球団をはじめとした周囲からの巨人移籍の憶測に反発する形で中日移籍に傾いていたものの、交渉が進むにつれて巨人側の熱意に態度を軟化させていき、最終的に巨人移籍を決意したと述べている。巨人は同年オフ、工藤に加えて江藤智もFAで中日との獲得競争を制する形で獲得に成功していたが、中日の現場の本命は江藤であり、工藤は中日のフロントの意思で急遽獲得に乗り出したものであり、最終的に中日はどちらも巨人にさらわれ、新たな主軸候補として獲得したディンゴも期待外れに終わっている。一方で『読売新聞』記者の峰圭一は、工藤は「家族が安心した生活を送るための環境」「より長い現役生活」「専属トレーナーへの球団の理解」を求めており、巨人はそのような工藤の思いを察して誠実に交渉し、工藤に入団を決意させたのであり、仮に巨人が過去のような「ブランド意識」に囚われていれば工藤は中日かMLB球団に移籍していただろうと述べている。
2008年に『週刊ベースボール』のインタビューで、オークランド・アスレチックスからもオファーがあったことを明らかにした。結果的に日本を選んだのは、相談した野茂英雄に「迷っているなら、それは日本に残りたいということ。一度でも迷ったら海は渡らないほうがいい」と助言を受けたからだという。
移籍に際し、福岡では工藤の残留を願う17万3000人もの署名が集まった。工藤は移籍後、約7年かけて署名に参加したファン全員に住所と宛名を自筆した感謝の手紙を送った。

### 巨人時代
移籍1年目の2000年は「優勝請負人」として投手陣を引っ張りシーズン序盤から快調に勝ち星を重ね、前半戦だけで10勝を挙げる活躍を見せる。シーズン終盤に右ふくらはぎを痛め一時離脱したものの、チーム最多となる12勝を挙げてリーグ優勝に貢献し、最優秀投手賞を受賞。日本シリーズでは故障をおして第1戦に先発し、前年まで所属していたダイエーを退け、2年連続の日本一に輝いた。しかし、翌年2001年は左肩の故障に苦しみ、5試合の登板に終わる。
2002年は移籍後初、自身としても1999年以来の防御率2点台だったが援護に恵まれず9勝8敗止まり。それでもチームのリーグ優勝に貢献した。そして同年の日本シリーズでは古巣の西武と対戦。第3戦に先発し、古巣相手に8回2失点8奪三振と好投した。試合はそのまま巨人が勝ち、自身も勝利投手となり、自身の持つシリーズ奪三振日本記録を102まで伸ばしたうえ、チームも続く第4戦を制して日本一を果たした。しかし、2003年は故障で戦列を離れたこともあり、7勝6敗、防御率4.23に終わる。
2004年8月17日の対ヤクルト戦で2失点完投勝利し、通算200勝を達成した。日本プロ野球史上23人目、41歳3ヶ月での200勝は当時の史上最年長記録であった。またこの試合で8回にジェイソン・ベバリンから右翼席へプロ入り第1号となる決勝の2点本塁打を放った。41歳3ヶ月、23年目での初本塁打は2024年末現在も日本プロ野球史上最年長・最遅記録である。ちなみに工藤も200勝目前のプレッシャーがあっただけに精彩を欠いていて負けることが多かったが、それでも監督の堀内恒夫がいつも使ってくれたことでチャンスをつかんで200勝を達成できたと認めており、堀内に非常に感謝しているという。自著の中で「昔日本シリーズで打ったイメージがあるらしく、巨人に入った時は『バッティングも期待してるぞ』と声をかけてもらったが途中から『バッティングはもういい。バントだけしっかりやってくれ』と言われるようになった」と述べている。同年は防御率こそ4点台だったが、規定投球回に到達し4年ぶりの二桁勝利を挙げた。
2005年5月19日の対ソフトバンク戦でセ・リーグ最年長完投勝利記録、8月26日の対阪神戦では42歳3ヶ月で最年長二桁勝利記録を更新した。同年のオールスターゲームでは第2戦にリリーフで登板し、オールスター最年長登板記録（42歳2ヶ月）を樹立した。この年は11勝を挙げ2年連続で二桁勝利を記録したが、規定投球回には到達しなかった。
2006年はシーズン前半に3勝を挙げる好スタートを切り、7月には大野豊（引退時43歳1ヶ月）を上回り、実働10年以上の選手としてはプロ野球史上初めて43歳2ヶ月以上の現役左腕投手となった。しかし、6・7月の2試合で計10失点を喫し、更に肩を痛めて登録抹消。最終的に3勝2敗、防御率4.50の成績に終わってしまう。12月の契約更改では限度幅を超える年俸ダウンの提示を受け保留。年越し、トレーニング地へ渡米していた。オフには、巨人の若手の成長株3人（会田有志、山口鉄也、木村正太）をアリゾナ自主トレに帯同させ、プロとしての私生活やトレーニングの大切さを一から指導を行い、才能を開花させた。また、この自主トレ期間中に門倉健がFA移籍したことに伴う人的補償で横浜ベイスターズへの移籍が決まった。

### 横浜時代
2007年1月7日、横浜から巨人にFA移籍した門倉の人的補償のプロテクト枠28人に入らなかったことが判明したこと、また、それに対して横浜は215勝左腕の経験を評価して獲得候補の一人と考えていることなどが先行して報道された。なお、巨人フロント側は本来秘密裏に行われるはずの交渉が報道先行になったことに対し「遺憾の意であり、工藤投手に大変失礼なこと」と表明。これに対し、工藤自身は「あ、入ってなかったんだとは思ったが、僕がフロントだったら43歳の選手はプロテクトに入れないですね」と巨人フロントへの理解を示し、1月9日、横浜への移籍が正式に決定した。この移籍に際しては、渡辺恒雄巨人軍オーナーから「元々、我々（巨人）がお願いして来てもらった偉大な投手。今回の件は残念だが、引退後は巨人軍でフロントに入ってもらいたい」とコメントを出すなどの対応がとられた。自身がFA移籍をし、なおかつFAの人的補償となったのは2006年の江藤智に続き2例目。江藤は工藤と同じ2000年に巨人へFA移籍している。

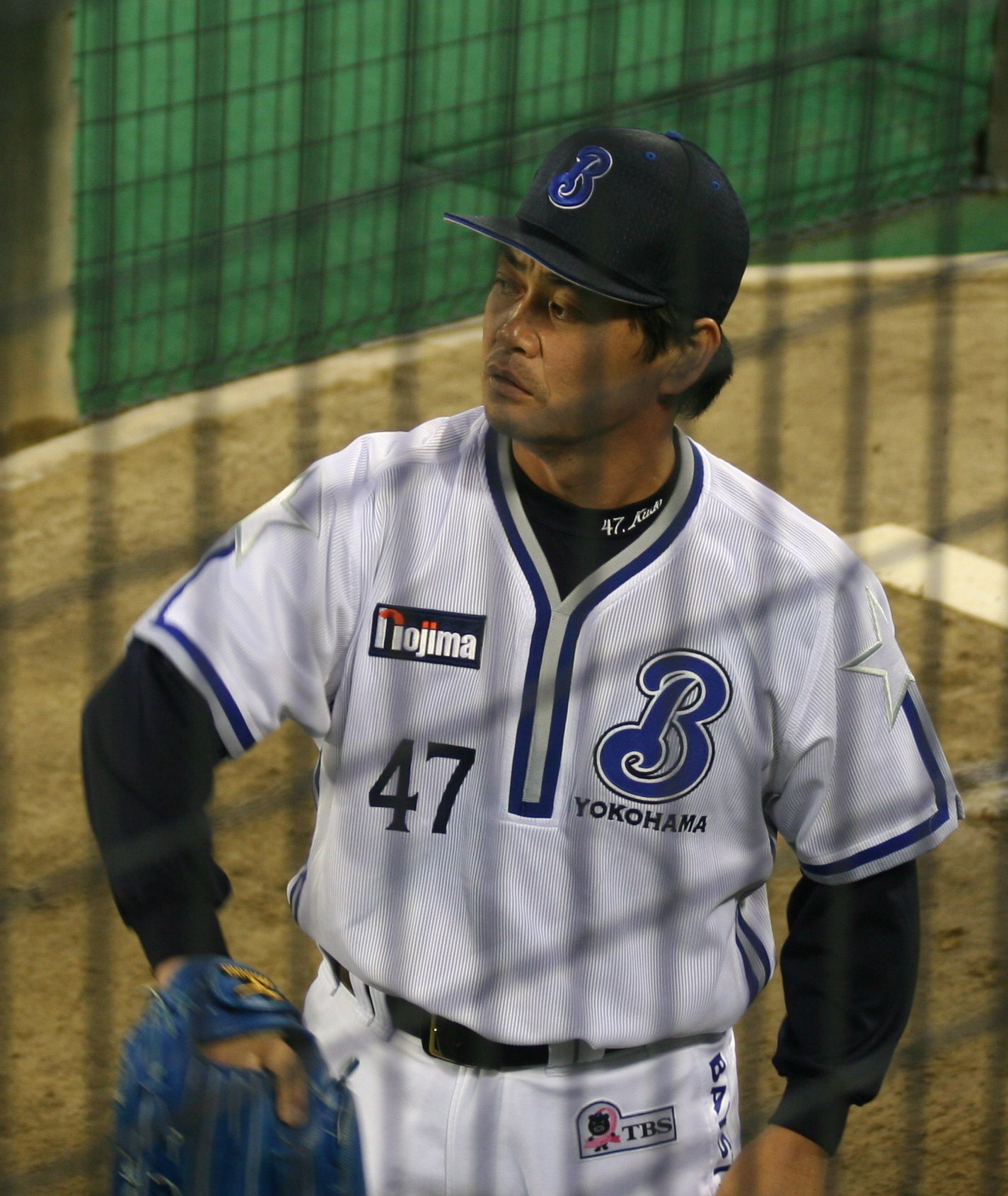
2009年、横浜時代

横浜へ移籍後も背番号は47。年俸は前年の2億9000万円から2億円減の9000万円（他に最高5000万円の出来高払い）と、プロ野球史上最大の減俸額（当時）となった（金額は推定）。
2007年4月1日、対巨人戦に登板し一軍での実働年数が26年になり、野村克也の持つプロ野球最長記録に並んだ。しかし開幕当初は不安定な投球が目立ち3連敗で自ら二軍行きを志願し調整、5月11日の対広島戦の9回に9年ぶりのリリーフ登板で一軍復帰。5月23日、対西武戦に先発登板し勝利投手になったことで、米田哲也と並んでいた22年連続勝利記録を更新し23年連続勝利を達成した。また、44歳以上での勝利投手は史上2人目の記録。
同じ年7月12日の対中日戦で、6回裏に中田賢一から中前打を放ち44歳2か月というセ・リーグ最年長安打記録を樹立、さらに9月26日の阪神戦では5回裏に橋本健太郎から左前打を放ち44歳4か月と自身の記録を更新した。2007年7月24日の対巨人戦に先発し、勝利投手となったことで史上初の近鉄を含めた全13球団から勝ち星を挙げた投手になった。規定投球回には満たなかったものの4年続いた防御率4点台を3点台に収め7勝を挙げた。同年オフの契約更改では、2000万円増の年俸1億1000万円で更改した。
2008年、4月1日の対ヤクルト戦で先発して実働27年となり、野村と並んでいた実働26年を更新し歴代単独1位となるも、肘を故障しこの1試合のみで二軍に降格した。9月9日の日本ハム対湘南戦（鎌ケ谷）16回戦に先発して5イニングを投げ、イ・リーグ最年長勝利投手となった。しかし、一軍では1勝も出来ず、1984年以来24年ぶりの一軍未勝利に終わる。同年オフの契約更改では、野球協約で定められている減額制限を超える約55%減の年俸5000万円プラス出来高払いで更改した。
2009年には、代名詞となった背番号47の着年数が26年に達し、プロ野球新記録となった。4月8日には古巣の対巨人戦に先発し、自らの持つ実働年数記録を28年に更新した。この試合に8失点でKOされると、その後の二軍での調整を経て、チームの方針からリリーフに転向。工藤の本格的なリリーフは1989年以来20年ぶりのこととなった。5月5日の対巨人戦では、自身初のホールドを記録。同5月25日の対楽天戦で4番手で9回表に登板し無失点で抑えると、チームが逆転サヨナラ勝ちしたことにより、自身が持っていた44歳4か月のセ・リーグ最年長勝利記録を46歳20日に更新した。この勝利で通算223勝とし、村山実を上回り単独13位。また40歳以降37勝目となり、36勝で並んでいた大毎の若林忠志を上回り単独1位となった。7月1日の対ヤクルト戦で1-2とリードされていた6回表二死から登板し打者1人をわずか4球で抑え、その裏チームが逆転しそのまま9-5で勝利したため通算224勝目を挙げた。この試合は地方である山梨・小瀬球場で開催されたためファンサービスも兼ねての登板であったが、結果としてこれがプロ野球生活最後の勝利となった。この年自己最多の46試合に登板したが、2年連続の最下位が濃厚となった中でチームの若返りを模索していた球団は、9月15日に戦力外通告とシーズン終了をもって自由契約にすると発表した。移籍先については「国内しか考えていない」とした上で現役続行の意思を示した。

### 第2次西武時代
その中で、2009年11月14日に手薄な中継ぎ左腕の補強を目指していた西武が獲得を発表し、1994年以来の古巣への復帰となった。工藤のデビュー以来、ほぼ毎年つけ続けてきた背番号47は主軸左腕投手の帆足和幸が着用していたが、帆足は「47は元々工藤さんの番号。球団や工藤さんが望まれるのであれば喜んで返還する」とコメントした。帆足自身は西武入団時に尊敬する投手として工藤の名を挙げ、47をつけたいと球団に対して数年来にわたって願い出ていた末の着用であったが、工藤本人も「若くて旬な選手に気を遣わせたくない」と固辞。尚、帆足は後にソフトバンクへ移籍し、工藤がソフトバンクの監督に就任した際にも背番号47を背負っている。11月16日、背番号は「55」と発表された。これについて工藤は「家で子どもたちに相談したら、イケイケゴーゴーだと言われた」「藤井の背番号15の5も入っていて、いいなと思った。彼の分も野球を続けていきたいと思っている」とコメントした。
2010年7月18日、前半戦終了間際に復帰後初めて一軍登録された。7月20日の対ソフトバンク戦（福岡 Yahoo! JAPANドーム）で、7回裏に先発・野上亮磨の後を受けて2番手で登板し、自身が持つ実働年数の記録を29年に更新した。しかし、以後は10試合で0勝2敗、防御率10.50。8月25日の対ロッテ戦では同点の場面で登板したものの勝ち越しの本塁打を打たれ、28日に登録抹消となった。9月27日に球団から戦力外通告を受け、10月1日に退団。

### 西武退団後・引退表明
西武退団後も現役続行の意思を表明していたが、2011年シーズンは獲得に名乗りを上げる球団が現れず、トレーニングを続けながらメジャーリーグへの挑戦も視野に入れて1年間浪人した。現役続行に向けてトレーニングを積む傍ら、文化放送のゲスト解説者も務めた。この頃父親が死去しており、告別式に顔を出せないほど多忙だったという。
7月、秋にメジャーリーグのトライアウトを受験するつもりである旨表明したが、後述の通り肩の傷が癒えなかったことから受験には至らなかった。
2011年11月22日のスポーツ報知の取材で、肩関節唇に炎症を抱えるなど肩の調子が上がらないことで、本人の口から引退を示唆する発言が出た。最終的な進退判断は、家族と話し合って決めるとしていた。その後、横浜ベイスターズを買収したDeNAに新監督就任を要請されたが、12月5日に交渉が合意に至らず破談したことが明らかになった。工藤はこの時鹿取義隆と達川光男の入閣を要求したが、高田繁GMにより却下されている。12月9日、自身のブログで肩の故障が治癒しないことから現役引退を決意したことを表明した。
2012年4月7日、西武ドームでの西武対ソフトバンク戦の試合前に工藤による始球式と引退セレモニーが行われ、工藤と共に西武黄金時代を支えた西武監督の渡辺久信がキャッチャー、ソフトバンクの監督の秋山幸二が打席に立った。工藤の投じたゆるい大きなカーブはワンバウンドし、「マウンドから届かなかったのは初めて」とコメントしている。

### 引退後
2012年からは、日刊スポーツ野球評論家や文化放送『ライオンズナイター』の野球解説者として活動。テレビ朝日の『報道ステーション』にも、日本ハムの監督に就任した栗山英樹の後任扱いで、プロ野球担当スポーツキャスターとして定期的に出演している。
また、2011年まで栗山が務めていた朝日放送の「熱闘!高校野球ナビゲーター」を継承。全国高等学校野球選手権大会の予選・本大会期間中には、プロ野球の解説・評論活動と並行しながら、同局が制作する大会関連番組（『速報!甲子園への道』『熱闘甲子園』など）で司会や取材を担当する。
2013年7月19日、自身のブログで筑波大学大学院に合格したことを発表。翌年4月、同大学院人間総合科学研究科に仁志敏久・吉井理人とともに入学した。2014年には伊原春樹の後任として、西武監督の候補に挙がっていた。

### 福岡ソフトバンクホークス監督時代
2014年11月1日、西武、ダイエーの先輩でもあり、前任監督であった秋山幸二の勇退を受け、その後を引き継いで福岡ソフトバンクホークス監督に就任することが決定し、王貞治球団会長同席の下に就任記者会見を行った。投手出身のホークスの監督は杉浦忠以来26年ぶりである。
なお、監督就任にあたり、工藤の背番号は当初、王がダイエー / ソフトバンク監督在任時代に着用していた「89」をつけるという報道もされていたが、前任者の秋山が着用していた「81」を引き継ぐことになった。この監督就任の際に、福岡市早良区西新に転居した（退任と同時に転出） 。
2015年の就任1年目のシーズンでは、交流戦は12勝6敗、首位・日本ハムと0.5ゲーム差の2位で終えるも、6月16日の阪神対日本ハム戦で日本ハムが敗れたことで、ソフトバンクの交流戦勝率1位が確定。チーム打率・287、チーム本塁打・23本、90得点はいずれも12球団トップ。福岡移転後最速でマジック38が点灯し、9月6日の対楽天戦に5-3で勝利し3位以内が確定、両リーグ一番乗りでのクライマックスシリーズ進出を決めた。9月17日、本拠地での対西武戦に勝利し、パ・リーグ最速でリーグ優勝を決める。最終的に90勝を挙げ、2002年の伊原春樹（西武）が記録した新人監督最多勝利記録に並んだ。クライマックスシリーズファイナルステージでは、ファーストステージ勝者のロッテと対戦。3連勝でアドバンテージの1勝を含めて4勝0敗で日本シリーズへ進むこととなった。
10月29日の日本シリーズ第5戦では、5-0で迎えた最終回を守護神のデニス・サファテが締めくくり、就任1年目にしてレギュラーシーズン、クライマックスシリーズ、日本シリーズの3部門において完全優勝を成し遂げた。2016年1月18日、野球殿堂入りを果たした。

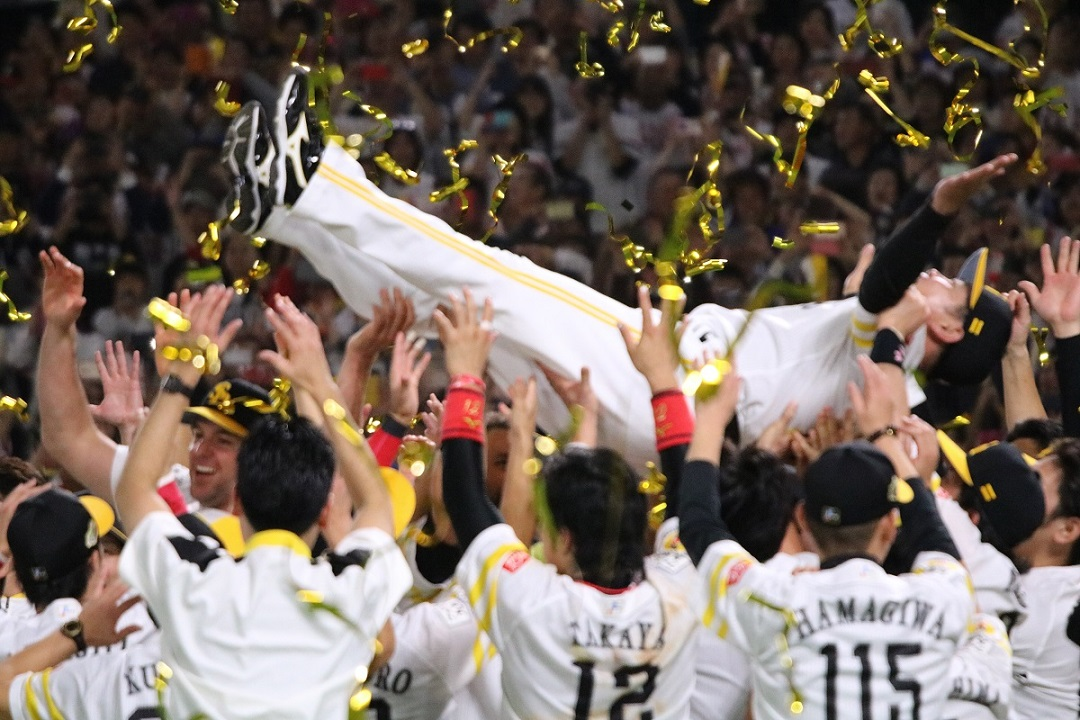
日本一後の胴上げ（2017年11月4日、日本シリーズ第6戦後）

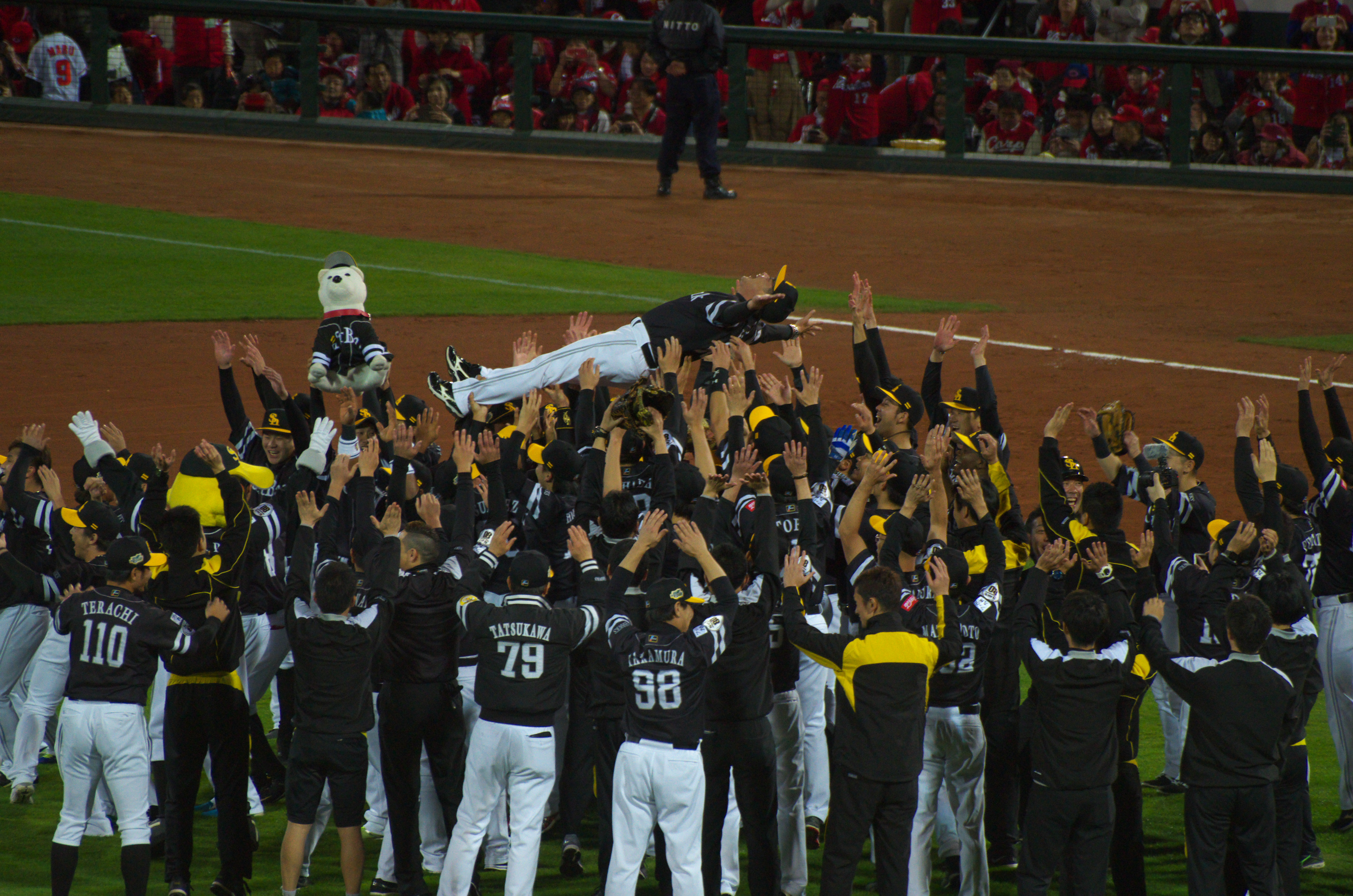
日本一後の胴上げ（2018年11月3日、日本シリーズ第6戦後）

2016年は首位を独走し、一時は2位に最大11.5ゲーム差をつけていたが失速、日本ハムに逆転されて2位に終わり、CSでも敗退し、秋山監督時代から続いた日本シリーズ連覇が2で途絶えた。野手総合巡回コーチに関川浩一を起用したが、試合中の作戦面やブルペンとの連携、また選手の昇降格などで試行錯誤を繰り返した。関川は一年で解任された。
2017年は参謀役に達川光男を一軍ヘッドコーチに招聘し、森浩之を一軍作戦兼バッテリーコーチ補佐を抜擢しベンチを強化した。2位西武に13.5ゲーム差をつけてのリーグ優勝。CSは楽天に4勝2敗、日本シリーズはDeNAに4勝2敗で日本一になった。なお、この勝利で選手監督通じて、選手時代に所属した球団全てから日本一を上げることとなった。その後、2018年・2019年は2年連続でシーズン2位からの下剋上を果たし、日本シリーズ3連覇を達成した。就任5年でリーグ優勝2回・日本一を4度達成し、2019年シーズン終了後2021年までの契約延長が発表された。
2020年は中盤から首位に立ち一時は独走状態となりながら、10月に入り9日には2位ロッテにゲーム差なしまで迫られたが、直後の12連勝で2位以下を突き放し、10月27日、2位ロッテとの直接対決に勝利し3シーズンぶりのリーグ優勝を果たす。そのままの勢いで更に6連勝を記録し、日本プロ野球新記録となる月間22勝を達成。特別に2位チームとの3戦先勝方式のみとなったCSをロッテに連勝し突破、巨人と2年連続対戦となった日本シリーズでは、第4戦の1回表以外巨人にリードを許すことなく前年に続き4連勝で優勝、2018年の第3戦から続く日本シリーズにおけるチームの試合連勝記録を12、また2011年の第7戦から続く日本シリーズにおける本拠地連勝記録を16にまで伸ばした。
2021年3月27日のロッテ戦（福岡PayPayドーム）での勝利で、戦後生まれおよびドラフト制導入後に就任した監督としては最速の837試合で監督通算500勝を達成した。同年4月29日の対北海道日本ハムファイターズ6回戦の勝利で監督通算513勝を挙げ、野村克也が南海ホークス時代に挙げた512勝を抜き、球団歴代1位の鶴岡一人の1773勝、同2位の王貞治の968勝に次ぐホークス球団史上歴代3位の勝利数となった。10月10日に自身初のBクラス確定が濃厚になったことを受けて監督を辞任する意向であることが報道され、10月25日に行われた最終戦をもって監督を退任。これがソフトバンクの監督生活7年間で唯一のBクラス（4位）かつシーズン負け越しとなった。王貞治球団会長は「本当に、考えていた成績とは違った。今年は今年で来年も、と思っていたんだけども。常に、意思が固かったので受け入れざるを得なかった。」とコメントし、工藤監督の退任を認めた。工藤は直接指導も含め、投手陣の整備に力を発揮した。育成出身の千賀滉大をエースに育て上げ、東浜巨や石川柊太も先発ローテーションに定着。中継ぎも毎年のように若手が台頭し、投手王国を築き上げた。野手では17年から育成出身の甲斐拓也を正捕手起用し、日本代表の扇の要にまで成長させた。

### ソフトバンク監督退任後
2022年2月18日、監督在任中の2020年3月に修士課程を修了し、修士（体育学）を取得した筑波大学大学院の博士課程に合格したことが報じられた。
2022年からは日本テレビの野球解説者を務める他、福岡の各放送局(テレビ西日本・RKBテレビ・NHK福岡)やニッポン放送等のゲスト解説者としても出演。2023年からはTBSチャンネルの解説者も務める。
また、2023年から株式会社KONAMIが企画するインフルエンサーによって構成された草野球チーム「パワフルスピリッツ」で監督を務める。背番号は811。

## 選手としての特徴
最速149km/hのストレートとスピンの効いた大きな軌道のカーブを武器としていた。晩年になるにつれ、スライダーやシンカーなど徐々に球種を増やしていったが、基本的にはストレートとカーブを軸としたピッチングを組み立てていた。本人は自著にて「ストレートとカーブだけではプロのバッターは抑えられません。でも、それぞれを何種類か持っていればいいのです。要は緩急をつけることです」と語っており、ストレートは130km/h後半と140km/h中盤～後半、カーブは100km/h～130km/h台までを約10km/h刻みで操り、且つそれをバッターに悟られないよう同じフォームや腕の振りからコーナーにそれを投げ分ける投球術を磨くことで勝ち星を重ねた。これは工藤が西武ライオンズ時代に慕っていた東尾修から「9回2アウト満塁、2ストライク3ボールから、百発百中で狙ったところに緩急自在にコントロールできるのか？それができない球種は、自分の持ち球とは言えない」と教えを受けていたことを起点としており、巨人時代に上原浩治から球種を増やすことについて相談を受けた際にも「今持っている球種を、もっと正確に磨いた方がいいんじゃない？」と同様の助言をしている。
現役時代、肉体管理を徹底し、特に栄養値の高い食事を摂ったり青汁を飲むなど体調管理には気を遣っていたことで知られるが、この姿勢は結婚後に始まったもので、それ以前は連日朝まで飲み歩いては二日酔いのまま登板するという不摂生な生活を繰り返していた。それが蓄積され1988年シーズン途中から不調に陥り、89年には肝機能障害を発症した。医師からは「選手生命以前に死ぬよ」と告げられるほどの状態となり、1989年シーズンは何度も二軍落ちを繰り返し、4勝8敗・防御率4.96という散々な成績で、戦力外通告を覚悟したという。同年オフに結婚した際のプロポーズは「（野球を辞めて）山に籠って暮らそうよ」だったが、妻が「夫をもう一度野球が出来る身体にして、野球で喜ぶ顔が見たい」と、引退を考えていた工藤を説得し、夫婦二人三脚で体質改善に取り組むようになった。工藤はその後約1年間のリハビリを経て復調し、以降は体調管理に非常に気を遣うようになった。
現役時代は股関節のトレーニングを重点的に行っていた。きっかけは、西武時代の1992年に大腿部の肉離れを起こした際、筑波大学教授及びスポーツトレーナーの白木仁のもとを訪れたことであった。同年のシーズンオフに白木のもとで肩のトレーニングに加えて股関節のトレーニングも同時に行うこととなり、白木がドイツで学んだレッグランジ、腰割りといったトレーニングを行った。白木によるとこのトレーニングを始めた当初の工藤は股関節が全く動かなかったが、トレーニングを積んだ結果股関節が柔らかくなり、足が上がるようになったことで投球の際の動作が良くなった。さらにランニングがよくなる（楽に走れるようになった）という効果が表れ、その後も工藤はランニングの最中に腰割りを取り入れていたという。元力士で1983年の初土俵から昭和以降の力士で最高齢となる46歳11か月で現役を引退した2007年まで24年間大相撲の土俵に上がった一ノ矢充は、白木との対談の中で工藤は股関節のトレーニングを行っていたことで野球界のさまざまな最年長記録を更新できたのではないかと述べている。
現役時代に苦手だったバッターとして、落合博満とイチローを挙げている。落合については「スイングが速すぎて見えなかった」と、イチローについては「自分が投げたボールが（バットに）吸い込まれて簡単に打たれる」とそれぞれ表現して話している。

## 監督・指導者として
在任7年間で978試合558勝378敗42分け（勝率.596）を記録。クライマックスシリーズの通算成績は24勝8敗で、敗退したのは日本ハムとの2016年ファイナルステージのみだった。日本シリーズは出場5度で20勝4敗1分で、全て日本一を手にした。日本シリーズは2018年第3戦から退任まで12連勝、ポストシーズン全体では2019年ファーストステージ第2戦から16連勝と短期決戦に無類の強さを誇った。ソフトバンクを常勝球団として構築した一人と認められる。
ペナントレースでも3度のリーグ優勝を成し遂げたが、2016年は北海道日本ハムファイターズに最大11.5ゲーム差を逆転されリーグ優勝を逃した。後に工藤は「自分の思っている野球だけでは勝つことはできないし、強いチームはできない。それからは選手にアドバイスする時も自分の話し方や言葉の使い方を変えながらやっていけるようになった。」と述べ、「自分にとっては転機になる1年だった。」と振り返っている。
翌年の2017年は正捕手の固定に向け、育成選手出身の甲斐拓也を抜擢。2018年からは甲斐が試合や練習で感じたことをその日のうちにつづり、工藤がチェックする「交換日記」を始めた。また、シーズン中には遠征先の部屋に甲斐を招いて3, 4時間ほど対話をすることもあった。甲斐は後にゴールデン・グラブ賞を5度獲得する球界屈指の捕手に育ち、「めちゃくちゃ厳しかったけど、その中に愛情があった。1人の人間、社会人、野球人としてたくさん教えてくれたのも、キャッチャー甲斐拓也をつくってくれたのも工藤監督だった」と感謝を口にしている。
2020年は新型コロナウイルスの感染拡大によりシーズン開幕が延期される中、複数の開幕予定日を想定し、そこへ向けた選手の調整法を何通りにも渡って自宅でシミュレーションしていた。結果としてこの年は3年ぶりのリーグ制覇及び日本シリーズ4連覇を達成している。
キャンプでは「長く現役でやるのに必要なものを作り上げる為」におよそ10種類ほどのメニューを考案し、強化指定選手を指導。メディアからは「工藤塾」と呼ばれた。 練習後には選手全員が悲鳴を上げながらその場に倒れこむほどハードな練習だったが、強化指定を受けた千賀滉大、岩嵜翔、東浜巨らはその後チームの主力として活躍している。また、投手部門には巡回コーチを配置し、三軍を抱える大所帯の中でも選手に一貫した指導を行えるシステムを構築した。
自宅の仕事部屋には選手の成績、データ、コンディショニングの分析のほか、組織づくりや故障防止についての考えをまとめたファイルが並んでいる。また、試合中にメモするノートとは別のノートに選手やコーチに伝える内容を整理するルーティーンを監督就任以降欠かさず続けていた。

## 人物
ドラフト会議前の『中日スポーツ』では「好きなプロ球団は巨人。好きなプロ野球選手は原辰徳・篠塚和典（ともに巨人）」と報道されており、本人も「近所の人に（地元の）中日に入ったら、とよく言われますが、僕は巨人が好きなんです。巨人戦はテレビでよく放送するから…」と話していた。
顔つきから、入団1年目には「カリメロ」のあだ名で呼ばれていた。また、新人年の1982年にはビッグマウスで知られ、1年先輩の秋山幸二・小野和幸から「変わったやつだ」と見られていた。巨人時代の2004年オフには、母校の名古屋市立久方中学校で講演会を行い、在校生から将来の夢について尋ねられ「メジャーに行くこと」と答えていた。
1980年代当時の野球選手の普段着は、大き目の襟のゴルフシャツ、ベスト、スラックス、エナメル靴、ヘアスタイルも角刈り、パンチパーマが当たり前であったが、DCブランド、ジーンズ、スニーカーを着こなし、ヒーローインタビューで笑いをとったり、優勝決定時の胴上げに加わらず、カメラに向かってはしゃぐ等のパフォーマンスをよく行っていた。そのため、先輩等に酷評されることもあったが、1986年の新語・流行語大賞では、その年の流行語「新人類」を象徴して清原和博、渡辺久信と共に表彰され、球界に新風を吹かした先駆者であった。また渡辺とは翌1987年の春季キャンプの頃、テレビ朝日『ニュースステーション』で「クドちゃんナベちゃんのキャンプフライデー」というコーナーを持ったことがある。
1987年の日本シリーズで巨人に勝利する直前、一塁を守っていた清原が号泣していたというのはよく知られるエピソードだが、この試合に先発し9回まで投げていたのが工藤であった。清原を見て「打者は左バッターの篠塚さん、清原は涙でボールが見えないからインコースを引っ張られ一塁に打球が飛ぶと危ない」と判断し、ファーストに打たせない投球を心がけアウトコースで勝負することを選択、篠塚を外角高めへのストレートでセンターフライに打ち取り完投、胴上げ投手となっている。これについて、工藤を兄と慕っていた清原は自著の中で「泣き虫の弟にどこまでも優しい兄だった」「ゲームセットの瞬間、工藤さんに抱きついて思いっきり泣いた」と感謝を述べているが、工藤自身は試合後のインタビューで「（あと1アウトで胴上げ投手だったため）どんなガッツポーズにしようかマウンド上で考えていたのに、アイツ（清原）が泣きやがってそれどころじゃなくなった」と答えつつ「自分のこれまでの野球人生の中で、最も力を込めて投げた一球だというふうに思う。あの涙は本当に美しかった」と語っている。
ダイエー時代の1999年9月11日の近鉄戦、ノーヒットノーランがかかった8回二死の場面において、打者の鈴木貴久に3ボール1ストライクとなり、捕手の城島健司がマウンドに来て「歩かせましょう。次のバッターで勝負しましょう。ノーヒットノーラン、チャレンジしましょうよ」と言った際には、「俺はノーヒットノーランをするためにマウンドに上がってるんじゃない。勝つために上がっているんだ。いいから座ってろ」と拒否。結果的には、続く5球目を左翼スタンドに運ばれホームランとなったものの、結局このソロ本塁打のみの被安打1で完投勝利した。これについては、この試合前の時点で2位西武とのゲーム差が0.5であり、ダイエーとしてはなんとしても勝たねばならなかった状況だったことに加え、工藤が四球で走者を出すことでピンチが広がったり大量失点につながる可能性を生むことを嫌い、鈴木との勝負を選んでいた。工藤は「打たれた瞬間、城島はガックリしていたけど、俺は別に何も思わずに投げていた。とにかく『個人成績ではなく、チームとして勝つ』ことに執着することで、ホークスを勝てる組織にしたいとずっと思っていた」と振り返っている。
巨人移籍1年目の2000年7月14日の対ヤクルト戦では、6回まで無四球被安打1で投げ終え、唯一ピンチを迎えた7回一死一・二塁の場面でペタジーニ・古田敦也に対し、打席内でのわずかな目線の動きと素振りの軌道、前の打席までの結果から内角狙いと見抜き、外角低めのストレート3球勝負に出て3球三振（共に見逃し三振）に獲った。当時の監督であった長嶋茂雄はこのピッチングに感動し、次の試合もあるのでとこの回での交代を希望した工藤に「工藤、次の試合はいいから、この試合だけ最後まで投げてくれ。これだけのピッチングを見せられて、こんなところで俺は代えられない。ファンの方々に申し訳ない。」と目を爛々とさせて工藤を説得、工藤は9回を投げ切り1-0で完封勝利を挙げ、長嶋からは「2000年ペナントレースのベストゲーム」と称された。
読売ジャイアンツ球団公式サイト内に『僕の野球塾』という少年野球指導コーナーを長きにわたって掲載しており、野球少年に「正しいトレーニング」の重要性を伝えていた。全国の野球少年からの質問が殺到する人気コーナーのため、データの蓄積は膨大な量となった。工藤は2006年に同タイトルの書籍を講談社から刊行している。横浜移籍後は横浜球団ウェブサイトにデータ・権利が引き継がれていた。
子供たちに夢を与える活動「夢の課外授業」の発起人として、2000年より全国の小学校を訪問している。毎年オフに神宮の室内球技場で行っているチャリティキッズベースボールスクールも2009年までに15回開催（主催二十一世紀倶楽部）。
選手の指導に関しては、特に投手がプロ入り後に投球フォームを変える風潮について、「利き手を右から左に変えるようなもの」として否定的な態度を示している。また、自身が監督やコーチに就任した場合は「いじらない。いじったら自信もなくなってしまう。それでダメなら納得いく」という考えも示している。
左利きながら、ペン・箸は右で持つ。

### 人間関係
ダイエー時代のチームメイトであった藤井将雄とは良き理解者として親交があった。ダイエー時代の工藤はチームを強くしたい一心で嫌われ役に徹し、他選手に対して厳しい言葉を投げかけていたため、不平不満が溜まることも少なくなかった。それに対し藤井は「工藤さんは、決してお前たちのことが嫌いだから言っているんじゃない。お前たちやチームのためにと思って言ってくれているんだ！」とフォローするなど、孤立しかねない状況の中で間に入ってくれる存在でもあった。そのエピソードを聞いた工藤自身も「涙が出るほど嬉しかった」と振り返っている。また、巨人移籍後に藤井が2000年のホークスリーグ優勝決定後6日後に肺がんで31歳の若さで急逝した際には葬儀に参列、同年の日本シリーズ第一戦で先発した際、ダイエーの先発であった若田部健一と共に、藤井の右肩の遺骨をポケットに偲ばせマウンドに上がった。
横浜時代のチームメイトであった加藤康介は、工藤の姿を見て大いに勉強させられ、横浜を戦力外通告後に阪神に移籍した際の活躍の原動力になったと語っている。工藤自身も『報道ステーション』2013年7月12日放送分にて加藤の奮闘ぶりを讃える発言をしている。

## 詳細情報

### 年度別投手成績
| 年 度      | 球 団      | 登 板 | 先 発 | 完 投 | 完 封 | 無 四 球 | 勝 利 | 敗 戦 | セ 丨 ブ | ホ 丨 ル ド | 勝 率 | 打 者 | 投 球 回 | 被 安 打 | 被 本 塁 打 | 与 四 球 | 敬 遠 | 与 死 球 | 奪 三 振 | 暴 投 | ボ 丨 ク | 失 点 | 自 責 点 | 防 御 率 | W H I P |
| ---------- | ---------- | ----- | ----- | ----- | ----- | -------- | ----- | ----- | -------- | ----------- | ----- | ----- | -------- | -------- | ----------- | -------- | ----- | -------- | -------- | ----- | -------- | ----- | -------- | -------- | ------- |
| 1982       | 西武       | 27    | 0     | 0     | 0     | 0        | 1     | 1     | 0        | --          | .500  | 122   | 28.2     | 22       | 0           | 21       | 2     | 1        | 29       | 1     | 0        | 11    | 11       | 3.41     | 1.50    |
| 1983       | 西武       | 23    | 2     | 0     | 0     | 0        | 2     | 0     | 0        | --          | 1.000 | 138   | 33.1     | 30       | 6           | 13       | 0     | 0        | 24       | 0     | 0        | 13    | 12       | 3.24     | 1.29    |
| 1984       | 西武       | 9     | 0     | 0     | 0     | 0        | 0     | 1     | 0        | --          | .000  | 53    | 12.1     | 10       | 1           | 10       | 0     | 1        | 8        | 0     | 0        | 4     | 4        | 2.92     | 1.62    |
| 1985       | 西武       | 34    | 14    | 8     | 0     | 1        | 8     | 3     | 0        | --          | .727  | 554   | 137.0    | 84       | 13          | 73       | 2     | 2        | 104      | 1     | 1        | 44    | 42       | 2.76     | 1.15    |
| 1986       | 西武       | 22    | 20    | 10    | 2     | 1        | 11    | 5     | 0        | --          | .688  | 586   | 145.1    | 111      | 22          | 56       | 3     | 1        | 138      | 1     | 0        | 53    | 52       | 3.22     | 1.15    |
| 1987       | 西武       | 27    | 26    | 23    | 2     | 2        | 15    | 4     | 0        | --          | .789  | 899   | 223.2    | 181      | 18          | 64       | 4     | 2        | 175      | 2     | 0        | 65    | 60       | 2.41     | 1.10    |
| 1988       | 西武       | 24    | 20    | 11    | 2     | 0        | 10    | 10    | 1        | --          | .500  | 694   | 159.0    | 164      | 18          | 70       | 6     | 1        | 94       | 4     | 0        | 77    | 67       | 3.79     | 1.47    |
| 1989       | 西武       | 33    | 17    | 4     | 0     | 0        | 4     | 8     | 2        | --          | .333  | 540   | 118.0    | 126      | 12          | 76       | 4     | 2        | 94       | 9     | 0        | 70    | 65       | 4.96     | 1.71    |
| 1990       | 西武       | 13    | 13    | 4     | 1     | 0        | 9     | 2     | 0        | --          | .818  | 359   | 85.2     | 58       | 11          | 46       | 1     | 2        | 89       | 4     | 0        | 33    | 32       | 3.36     | 1.21    |
| 1991       | 西武       | 25    | 23    | 10    | 4     | 1        | 16    | 3     | 0        | --          | .842  | 705   | 175.1    | 124      | 17          | 75       | 1     | 0        | 151      | 4     | 0        | 55    | 55       | 2.82     | 1.13    |
| 1992       | 西武       | 25    | 24    | 6     | 3     | 0        | 11    | 5     | 0        | --          | .688  | 645   | 150.2    | 140      | 17          | 69       | 3     | 3        | 133      | 4     | 0        | 60    | 59       | 3.52     | 1.39    |
| 1993       | 西武       | 24    | 23    | 4     | 0     | 0        | 15    | 3     | 0        | --          | .833  | 697   | 170.0    | 129      | 10          | 65       | 4     | 2        | 130      | 5     | 0        | 46    | 39       | 2.06     | 1.14    |
| 1994       | 西武       | 24    | 22    | 4     | 1     | 1        | 11    | 7     | 0        | --          | .611  | 554   | 130.2    | 120      | 12          | 44       | 0     | 3        | 124      | 2     | 1        | 54    | 50       | 3.44     | 1.26    |
| 1995       | ダイエー   | 22    | 22    | 6     | 1     | 1        | 12    | 5     | 0        | --          | .706  | 652   | 163.0    | 137      | 15          | 48       | 0     | 0        | 138      | 4     | 0        | 69    | 66       | 3.64     | 1.13    |
| 1996       | ダイエー   | 29    | 29    | 9     | 1     | 0        | 8     | 15    | 0        | --          | .348  | 867   | 202.2    | 207      | 17          | 70       | 2     | 1        | 178      | 6     | 0        | 94    | 79       | 3.51     | 1.37    |
| 1997       | ダイエー   | 27    | 27    | 0     | 0     | 0        | 11    | 6     | 0        | --          | .647  | 670   | 161.1    | 153      | 14          | 48       | 2     | 3        | 146      | 2     | 0        | 61    | 60       | 3.35     | 1.25    |
| 1998       | ダイエー   | 15    | 14    | 1     | 0     | 1        | 7     | 4     | 0        | --          | .636  | 386   | 93.2     | 90       | 8           | 28       | 1     | 2        | 65       | 0     | 1        | 35    | 32       | 3.07     | 1.26    |
| 1999       | ダイエー   | 26    | 26    | 7     | 3     | 2        | 11    | 7     | 0        | --          | .611  | 754   | 196.1    | 143      | 12          | 34       | 1     | 1        | 196      | 6     | 1        | 56    | 52       | 2.38     | 0.90    |
| 2000       | 巨人       | 21    | 21    | 1     | 1     | 1        | 12    | 5     | 0        | --          | .706  | 545   | 136.0    | 127      | 14          | 16       | 0     | 1        | 148      | 5     | 0        | 53    | 47       | 3.11     | 1.05    |
| 2001       | 巨人       | 5     | 5     | 0     | 0     | 0        | 1     | 3     | 0        | --          | .250  | 103   | 21.1     | 35       | 3           | 7        | 1     | 0        | 8        | 2     | 0        | 21    | 20       | 8.44     | 1.97    |
| 2002       | 巨人       | 24    | 24    | 1     | 1     | 0        | 9     | 8     | 0        | --          | .529  | 681   | 170.1    | 157      | 21          | 26       | 3     | 2        | 151      | 5     | 0        | 61    | 55       | 2.91     | 1.07    |
| 2003       | 巨人       | 18    | 18    | 4     | 2     | 1        | 7     | 6     | 0        | --          | .538  | 483   | 117.0    | 117      | 15          | 22       | 2     | 3        | 115      | 1     | 0        | 56    | 55       | 4.23     | 1.19    |
| 2004       | 巨人       | 23    | 23    | 2     | 0     | 0        | 10    | 7     | 0        | --          | .588  | 596   | 138.2    | 160      | 27          | 33       | 1     | 1        | 128      | 3     | 0        | 78    | 72       | 4.67     | 1.39    |
| 2005       | 巨人       | 24    | 24    | 1     | 0     | 0        | 11    | 9     | 0        | 0           | .550  | 595   | 136.0    | 159      | 26          | 44       | 3     | 1        | 130      | 4     | 0        | 73    | 71       | 4.70     | 1.49    |
| 2006       | 巨人       | 13    | 13    | 0     | 0     | 0        | 3     | 2     | 0        | 0           | .600  | 295   | 70.0     | 69       | 12          | 19       | 0     | 3        | 52       | 0     | 0        | 41    | 35       | 4.50     | 1.26    |
| 2007       | 横浜       | 19    | 18    | 0     | 0     | 0        | 7     | 6     | 0        | 0           | .538  | 442   | 103.2    | 118      | 6           | 28       | 1     | 4        | 73       | 2     | 0        | 46    | 45       | 3.91     | 1.41    |
| 2008       | 横浜       | 3     | 3     | 0     | 0     | 0        | 0     | 2     | 0        | 0           | .000  | 70    | 13.2     | 21       | 3           | 5        | 0     | 1        | 7        | 2     | 0        | 13    | 8        | 5.27     | 1.90    |
| 2009       | 横浜       | 46    | 1     | 0     | 0     | 0        | 2     | 3     | 0        | 10          | .400  | 172   | 37.1     | 53       | 11          | 14       | 1     | 0        | 24       | 2     | 1        | 30    | 27       | 6.51     | 1.79    |
| 2010       | 西武       | 10    | 0     | 0     | 0     | 0        | 0     | 2     | 0        | 0           | .000  | 33    | 6.0      | 11       | 1           | 4        | 0     | 0        | 7        | 0     | 0        | 7     | 7        | 10.50    | 2.50    |
| 通算：29年 | 通算：29年 | 635   | 472   | 116   | 24    | 12       | 224   | 142   | 3        | 10          | .612  | 13890 | 3336.2   | 3056     | 362         | 1128     | 48    | 43       | 2859     | 81    | 5        | 1379  | 1279     | 3.45     | 1.25    |

- 各年度の太字はリーグ最高、赤太字はNPBにおける歴代最高

### タイトル
- 最優秀防御率：4回（1985年、1987年、1993年、1999年）
- 最多奪三振：2回（1996年、1999年）
- 最高勝率：4回（1987年、1991年、1993年、2000年）※最多タイ記録（他は山田久志）、両リーグで獲得は他に杉内俊哉のみ

### 表彰
- 最優秀選手：2回（1993年、1999年） ※同一リーグの別々の球団での受賞は史上唯一
- ベストナイン：3回（投手部門：1987年、1993年、2000年）
- ゴールデングラブ賞：3回（投手部門：1994年、1995年、2000年） ※投手では史上唯一となるセ・パ両リーグでの受賞
- 野球殿堂競技者表彰（2016年）
- 正力松太郎賞：5回（1987年、2015年、2018 - 2020年） ※歴代最多、3年連続も歴代最長。1987年は選手として表彰、投手の受賞は史上初で、先発投手では後に石井丈裕のみ。現役選手・監督での両受賞は王貞治、秋山幸二に次いで史上3人目（いずれも監督としてはホークスでの受賞）
- 月間MVP：1回（投手部門：1991年4月）
- 最優秀投手：1回（2000年）
- 日本シリーズMVP：2回（1986年、1987年） ※2年連続受賞は長嶋茂雄、堀内恒夫に次いで史上3人目
- 日本シリーズ優秀選手賞：2回（1991年、1999年）
- 最優秀バッテリー賞
  - 最優秀バッテリー賞：2回（1991年 捕手：伊東勤、1999年 捕手：城島健司）
  - 歴代ベストバッテリー賞（2010年 捕手：伊東勤）
- パ・リーグ 連盟特別表彰：2回（最優秀監督賞：2015年、2020年）
- JA全農Go・Go賞：1回（最多奪三振賞：2002年5月）
- IBMプレイヤー・オブ・ザ・イヤー賞：1回（1999年）
- ヤナセ・ジャイアンツMVP賞：1回（2004年）
- 新語・流行語大賞 流行語部門金賞（1986年、「新人類」、清原和博・渡辺久信と共同で受賞）
- ベスト・ファーザー イエローリボン賞 in 「プロ野球部門」（2009年）
- ビッグスポーツ賞 スーパーベースボール賞（2011年[224]）

### 記録
初記録
投手記録
- 初登板：1982年4月10日、対阪急ブレーブス前期1回戦（西武ライオンズ球場）、6回表二死に2番手で救援登板、1/3回無失点
- 初奪三振：同上、6回表にウェイン・ケージから
- 初勝利：1982年8月31日、対日本ハムファイターズ後期9回戦（西武ライオンズ球場）、5回表二死に2番手で救援登板、3回1/3を無失点
- 初先発：1983年8月4日、対南海ホークス16回戦（西武ライオンズ球場）、3回1/3を2失点
- 初先発勝利・初完投勝利：1985年7月9日、対南海ホークス12回戦（大阪スタヂアム）、9回2失点
- 初完封勝利：1986年6月18日、対南海ホークス11回戦（西武ライオンズ球場）
- 初セーブ：1988年6月5日、対阪急ブレーブス11回戦（西武ライオンズ球場）、9回表に4番手で救援登板・完了、1回無失点
- 初ホールド：2009年5月5日、対読売ジャイアンツ4回戦（東京ドーム）、7回裏に2番手で救援登板、1回無失点

打撃成績
- 初安打・初打点：2000年4月11日、対阪神タイガース1回戦（阪神甲子園球場）、6回表に藤川球児から左前適時打
- 初本塁打：2004年8月17日、対ヤクルトスワローズ20回戦（東京ドーム）、7回裏にジェイソン・ベバリンから右越決勝2ラン

節目の記録
- 1000投球回：1991年6月1日、対ロッテオリオンズ8回戦（宮城球場） ※史上241人目
- 1000奪三振：1992年8月6日、対近鉄バファローズ17回戦（藤井寺球場）、2回裏にアルビン・デービスから ※史上85人目
- 100勝：1993年9月4日、対福岡ダイエーホークス21回戦（西武ライオンズ）、9回1失点完投勝利 ※史上109人目
- 1500投球回：1994年7月17日、対福岡ダイエーホークス16回戦（福岡ドーム） ※史上138人目
- 1500奪三振：1996年6月29日、対近鉄バファローズ14回戦（福岡ドーム）、5回表に水口栄二から ※史上39人目
- 2000投球回：1997年6月10日、対千葉ロッテマリーンズ10回戦（福井県営球場） ※史上75人目
- 150勝：1998年9月9日、対千葉ロッテマリーンズ23回戦（千葉マリンスタジアム）、先発登板で7回1/3を4失点（自責点3） ※史上43人目
- 2000奪三振：1999年9月23日、対オリックス・ブルーウェーブ25回戦（グリーンスタジアム神戸）、1回裏に藤井康雄から ※史上16人目
- 2500投球回：2000年8月17日、対阪神タイガース22回戦（東京ドーム） ※史上41人目
- 500試合登板：2004年4月21日、対横浜ベイスターズ2回戦（東京ドーム）、先発登板で4回1/3を7失点（自責点3） ※史上73人目
- 2500奪三振：2004年6月4日、対ヤクルトスワローズ9回戦（明治神宮野球場）、5回裏にビリー・マーチンから ※史上8人目
- 200勝：2004年8月17日、対ヤクルトスワローズ20回戦（東京ドーム）、9回2失点完投勝利 ※史上23人目
- 3000投球回：2005年5月12日、対オリックス・バファローズ3回戦（東京ドーム） ※史上25人目
- 600試合登板：2009年7月9日、対読売ジャイアンツ12回戦（東京ドーム）、8回裏一死に3番手で救援登板・完了、2/3回無失点 ※史上34人目

日本シリーズにおける記録
- 出場14回 ※史上最多タイ
- 通算102奪三振 ※史上最多
- 1試合奪13三振：1999年第1戦 ※歴代2位タイ[225]
- イニング三者連続三球三振：1994年第2戦3回 ※シリーズ史上初
- 両リーグ勝利投手：パ8勝（西武で7勝、ダイエーで1勝）、セ1勝（巨人で1勝） ※史上3人目

その他の記録
- 実働29年 ※山本昌、中嶋聡と並び史上最長タイ
- 年齢別最多勝：42歳で11勝、44歳で7勝
- 23年連続勝利 ※歴代1位タイ）
- 通算224勝利 ※最多勝タイトルを一度も獲得していない投手として史上2位、またシーズン20勝以上が1度もない選手としては史上最多[226]
- 1イニング4奪三振：1996年8月2日、対千葉ロッテマリーンズ戦17回戦（福岡ドーム）、7回表 ※NPB史上3人目
- 最年長ホールド：46歳4か月 - 2009年9月20日、対中日ドラゴンズ23回戦（ナゴヤドーム）、8回裏一死に3番手で救援登板、2/3回無失点
- リーグ最多被本塁打を記録していない投手の通算被本塁打：362　※歴代最多
- オールスターゲーム出場：10回（1986年、1987年、1991年、1993年、1995年、1997年、1999年、2000年、2004年、2005年）

監督としての記録
節目の記録
- 500勝：2021年3月27日、対千葉ロッテマリーンズ2回戦（福岡PayPayドーム）、3-2で勝利 ※史上31人目（球団史上4人目）、837試合での到達は球団最速、歴代3位[227]

### 背番号

#### 現役時代
- 47（1982年 - 1994年、1997年 - 2009年）
- 21（1995年 - 1996年）
- 55（2010年）

21をつけたダイエー時代の1995年と1996年以外は2009年まで47を背負い続けたことから、47は工藤、あるいは左腕投手の代名詞と言える背番号となっている。2010年は背番号を55にした。
1995年ダイエー移籍時、西武時代と同じ背番号47を希望したが、1994年途中よりケビン・ライマーに与えられていたためやむなく21をつけた。その後、1995年限りでライマーが解雇されたが、1996年はスコット・ライディが47を引き継いだため、移籍3年目の1997年に希望通り47が与えられた。21は西武時代の先輩でプロ選手の心構えを教えてもらった東尾修の現役時代と同じ番号で、西武在籍時のチームメイトでもある渡辺久信が1998年にヤクルトに移籍した時も工藤同様、背番号21をつけている。
21をつけていた2年間はかなりの違和感を覚えていたといい、1999年シーズン終了後に巨人に移籍する際も47を希望。当時47を付けていた小野仁は13に変更した。横浜に移籍する際も背番号47をつけ、前年まで47を付けていた堤内健は36に変更した。
背番号47が左腕投手に与えられる例として、ダイエーは工藤の退団後に入団した左腕の杉内俊哉に、工藤の背番号であった47を与えたが、二人には左腕という他に、夏の甲子園でノーヒットノーランを記録しながら優勝できなかった、カーブが得意、隔年で調子を崩す傾向があるなどといった共通点がある。また、杉内は入団時、工藤について尊敬していると語り、目標にしている選手であると語った。なお、杉内は2012年に巨人に移籍した際に背番号18を与えられた（47をつけていたのは左腕投手の山口鉄也）。西武での後輩にあたる左腕の帆足和幸は、2001年の入団以来何度も47への変更を訴え、2006年にようやく認められている。その後、帆足は2009年オフに工藤が西武復帰を決めた際、背番号47を工藤に返還する意向を見せたが、工藤はそれを固辞し、55を選んだ。なお、帆足は2012年にソフトバンクへ移籍し、背番号を11としたが、2013年から背番号を47としている。また、同じく左腕投手の野口茂樹が中日時代（1995年～2005年）に47を付けたが、1999年の日本シリーズ・第1戦で「背番号47」同士の先発投手対決となった。
2009年11月16日に埼玉西武ライオンズの入団会見を行った際に、背番号55を選んだ理由として、ホークス時代のチームメイトであり急逝した藤井将雄が生前に着用していた背番号15を意識し、「彼の5番が入るのでいいと思う。彼の分も野球を続けていこう、と心に決めていた」と語った。また「子供たちから『イケイケゴーゴー』だと言われたし、自分の誕生日も5月5日なので」とも語った。
背番号の上の名前の英字表記はいずれも「KUDOH」であったが、西武（第1次）在籍時の1985・1986年頃は同姓選手が在籍していなかったにもかかわらず「K.KUDOH」のユニフォームも併用（ビジター用は1985年の日本シリーズ第3戦登板時、ホーム用は1986年のリーグ優勝を決めた10月9日のロッテ戦登板時に着用を確認）。

#### 監督時代
- 81（2015年 - 2021年）

背番号の上の名前の英字表記は「KUDO」。

### 年度別監督成績
リーグ公式戦
| 年 度     | 球 団        | 順 位     | 試 合 | 勝 利 | 敗 戦 | 引 分 | 勝 率 | ゲ ｜ ム 差            | 本 塁 打               | 打 率                  | 防 御 率               | 年 齡                  |
| --------- | ------------ | --------- | ----- | ----- | ----- | ----- | ----- | ---------------------- | ---------------------- | ---------------------- | ---------------------- | ---------------------- |
| 2015      | ソフトバンク | 1位       | 143   | 90    | 49    | 4     | .647  | -                      | 141                    | .267                   | 3.16                   | 52歳                   |
| 2016      | ソフトバンク | 2位       | 143   | 83    | 54    | 6     | .606  | 2.5                    | 114                    | .261                   | 3.09                   | 53歳                   |
| 2017      | ソフトバンク | 1位       | 143   | 94    | 49    | 0     | .657  | -                      | 164                    | .259                   | 3.22                   | 54歳                   |
| 2018      | ソフトバンク | 2位       | 143   | 82    | 60    | 1     | .577  | 6.5                    | 202                    | .266                   | 3.90                   | 55歳                   |
| 2019      | ソフトバンク | 2位       | 143   | 76    | 62    | 5     | .551  | 2.0                    | 183                    | .251                   | 3.63                   | 56歳                   |
| 2020      | ソフトバンク | 1位       | 120   | 73    | 42    | 5     | .635  | -                      | 126                    | .249                   | 2.92                   | 57歳                   |
| 2021      | ソフトバンク | 4位       | 143   | 60    | 62    | 21    | .492  | 8.5                    | 132                    | .247                   | 3.25                   | 58歳                   |
| 通算：7年 | 通算：7年    | 通算：7年 | 978   | 558   | 378   | 42    | .596  | Aクラス6回、Bクラス1回 | Aクラス6回、Bクラス1回 | Aクラス6回、Bクラス1回 | Aクラス6回、Bクラス1回 | Aクラス6回、Bクラス1回 |

- 太字は日本一

ポストシーズン
| 年 度 | 球 団        | 大 会 名                                            | 相 手                                         | 勝 敗                              |
| ----- | ------------ | --------------------------------------------------- | --------------------------------------------- | ---------------------------------- |
| 2015  | ソフトバンク | パ・リーグクライマックスシリーズ ファイナルステージ | 千葉ロッテマリーンズ（パ・リーグ3位）         | 4勝0敗=日本シリーズ進出 (※1)       |
| 2015  | ソフトバンク | 日本シリーズ                                        | 東京ヤクルトスワローズ（セ・リーグ1位）       | 4勝1敗=日本一                      |
| 2016  | ソフトバンク | パ・リーグクライマックスシリーズ ファーストステージ | 千葉ロッテマリーンズ（パ・リーグ3位）         | 2勝0敗=ファイナルステージ進出      |
| 2016  | ソフトバンク | パ・リーグクライマックスシリーズ ファイナルステージ | 北海道日本ハムファイターズ（パ・リーグ1位）   | 2勝4敗=ファイナルステージ敗退 (※2) |
| 2017  | ソフトバンク | パ・リーグクライマックスシリーズ ファイナルステージ | 東北楽天ゴールデンイーグルス（パ・リーグ3位） | 4勝2敗=日本シリーズ進出 (※1)       |
| 2017  | ソフトバンク | 日本シリーズ                                        | 横浜DeNAベイスターズ（セ・リーグ3位）         | 4勝2敗=日本一                      |
| 2018  | ソフトバンク | パ・リーグクライマックスシリーズ ファーストステージ | 北海道日本ハムファイターズ（パ・リーグ3位）   | 2勝1敗=ファイナルステージ進出      |
| 2018  | ソフトバンク | パ・リーグクライマックスシリーズ ファイナルステージ | 埼玉西武ライオンズ（パ・リーグ1位）           | 4勝2敗=日本シリーズ進出 (※2)       |
| 2018  | ソフトバンク | 日本シリーズ                                        | 広島東洋カープ（セ・リーグ1位）               | 4勝1敗1分=日本一                   |
| 2019  | ソフトバンク | パ・リーグクライマックスシリーズ ファーストステージ | 東北楽天ゴールデンイーグルス（パ・リーグ3位） | 2勝1敗=ファイナルステージ進出      |
| 2019  | ソフトバンク | パ・リーグクライマックスシリーズ ファイナルステージ | 埼玉西武ライオンズ（パ・リーグ1位）           | 4勝1敗=日本シリーズ進出 (※2)       |
| 2019  | ソフトバンク | 日本シリーズ                                        | 読売ジャイアンツ（セ・リーグ1位）             | 4勝0敗=日本一                      |
| 2020  | ソフトバンク | パ・リーグクライマックスシリーズ                    | 千葉ロッテマリーンズ（パ・リーグ2位）         | 3勝0敗=日本シリーズ進出 (※1) (※3)  |
| 2020  | ソフトバンク | 日本シリーズ                                        | 読売ジャイアンツ（セ・リーグ1位）             | 4勝0敗=日本一                      |

- 勝敗の太字は勝利したシリーズ

※1 リーグ優勝したチームに与えられるアドバンテージの1勝を含む。
※2 ディスアドバンテージの1敗を含む。
※3 2020年は新型コロナウイルスの影響によりファーストステージを実施せず、レギュラーシーズン1位チームと2位チームによる1ステージのみとし、当初の日程を変更したため試合数も4戦3勝先取制に規模を縮小して開催。

## 関連情報

### 著書

#### 単著
- 『僕の野球塾：「考える力」こそ最強の武器』（講談社、2006年3月、ISBN 4062133555／講談社+α文庫、2011年5月、ISBN 9784062814263）
- 『現役力：自分を知ることからすべては始まる』（PHP研究所、2009年3月、ISBN 4569706827）
- 『47番の投球論（ベストセラーズ、2009年3月、ISBN 4584122210）
- 『限界を作らない生き方：2009年、46歳のシーズン』（幻冬舎、2010年1月、ISBN 4344950984）
- 『探究力。：人間「工藤公康」からのメッセージ』（創英社、2010年3月、ISBN 4881421913）
- 『工藤公康の10km/h速くなる投球術』（別冊宝島、2011年4月、ISBN 4796682163／決定版、2012年2月、ISBN 4796696601）
- 『折れない心を支える言葉』（幻冬舎、2012年1月、ISBN 9784344020801）
- 『野球の本当のこと、ぜんぶ話そう!』（宝島社、2012年7月、ISBN 9784796695893）
- 『野球のプレーに、「偶然」はない：テレビ中継・球場で観戦を楽しむ29の視点』（カンゼン、2013年4月、ISBN 9784862551771）
- 『「10年先の自分」をつくる』（KADOKAWA、2013年10月、ISBN 9784046000231）
- 『プロフェッショナル投手育成メソッド：一流投手へ導く“投球メカニズムとトレーニング”』（カンゼン、2023年3月、ISBN 9784862556677）
- 『工藤公康 配球とは』（PHP研究所、2023年4月、ISBN 9784569854403）

#### 共著
- （白澤卓二）『40歳から進化する心と体』（青春出版社（青春新書）、2013年3月、ISBN 9784413043908）

#### 監修
- 『工藤公康のピッチングバイブル：DVDでマスター』（カンゼン、2012年6月、ISBN 9784862551306）

### 関連書籍
- 『ON対決初戦工藤公康86球にこめた戦い!：スコアラーの目から…』（吉見健明著、三省堂スポーツソフト、2000年10月、ISBN 4385602328）
- 『工藤公康「42歳で146km」の真実：食卓発の肉体改造』（黒井克行著、講談社+α新書、2006年1月、ISBN 4062723573）
- 『工藤公康 粗食は最強の体をつくる!：食事を変えれば、体が楽になる!強くなる!若くなる!』（幕内秀夫著、三笠書房、2006年4月、ISBN 4837921868）
- 黒井克行『工藤公康 プロフェッショナルの矜持』新潮社、2006年10月30日。ISBN 978-4104489046。
- 『強打者 工藤公康が語る、18.44メートル向こうのライバルたち』（飯尾哲司著、竹書房、2015年3月、ISBN 4801901468）

### 出演

#### テレビ出演
- ウゴウゴルーガ2号（1993年、フジテレビ・息子と一緒に出演したことがある）
- 関口宏の東京フレンドパークII -（2000年、TBS・薬丸裕英と一緒に出演）
- ゆうどきネットワーク - 「あのときを忘れない」（2011年1月7日、NHK総合）
- 報道ステーション（2012年1月 - 2014年12月、テレビ朝日、スポーツキャスター）
- GET SPORTS（2012年2月 - 2015年1月、テレビ朝日、不定期コーナーで「工藤公康の野球のススメ」も担当）
- 速報!甲子園への道（2012年・2013年、朝日放送、第3代「熱闘!高校野球」ナビゲーター）
- 熱闘甲子園（2012年 - 2014年、毎年8月、朝日放送・テレビ朝日共同制作、第3代「熱闘!高校野球」ナビゲーター）
- スーパーベースボール（テレビ朝日制作分のほか、朝日放送制作分である「阪神対巨人」にも出演）
- スペシャルドラマ・ママが生きた証（2014年7月5日、本人役）[228]
- DRAMATIC BASEBALL（日本テレビ系。2022年4月3日の巨人対阪神戦が初担当　日テレ・および各地方局製作の巨人戦を中心に適宜福岡放送製作のソフトバンク主催試合も担当）

#### ラジオ出演
- 文化放送ライオンズナイター
- なお、交流戦やポストシーズンの試合に関しては、ニッポン放送『ニッポン放送ショウアップナイター』に出演する事もある[229][230]。

#### その他
- クッキングパパ（モーニング 2015年35号、2015年7月30日） - 本人として登場[231]、作中の登場人物工藤三平の親戚というオリジナル設定。